# Dominio (biologia)
Il dominio è una categoria tassonomica che rappresenta il livello più alto della classificazione scientifica. Viene denominato, in particolare nella letteratura scientifica in lingua inglese, anche superregno, superimpero o impero. La sua introduzione, relativamente recente, si basa sulla teoria filogenetica, ovvero sulle differenze genetiche esistenti fra le diverse specie, basate sull'evoluzione temporale degli esseri viventi. Ogni dominio racchiude al proprio interno, come ogni altro taxon, le forme di vita più simili in termini di informazione genetica. Una teoria piuttosto condivisa (Carl Woese), risalente al 1990, prevede l'esistenza di tre dominî. Un'altra teoria (Thomas Cavalier-Smith), del 2003, rivisitata nel 2010, ne prevede due. Le stesse teorie sono in veloce evoluzione sulla base dell'approccio biomolecolare alla sistematica reso possibile dall'introduzione di nuove tecniche di sequenziamento genico e dal progressivo abbattimento del relativo costo.
I sequenziamenti ex novo di un intero organismo, ad esempio per un mammifero, solo pochi anni fa avrebbero previsto un impegno scientifico e organizzativo planetario, mentre sono ormai fattibili in una singola struttura, seppure molto ben attrezzata. Il sequenziamento prima di microorganismi, e poi di metazoi via via più complessi si sono succeduti nel tempo fino ad adottare tecniche come il sequenziamento ad elevato parallelismo che hanno permesso di abbattere tempi e costi, facendo diventare la biologia molecolare una tecnica possibile ed estendibile a organismi complessi anche in linee di ricerche come la tassonomia, tradizionalmente con finanziamenti minori rispetto ad altri campi scientifici come il biomedico.

## Progressione della classificazione dei regni e dei domini
| Haeckel (1894) Tre regni | Whittaker (1969) Cinque regni | Woese (1977) Sei regni | Woese (1990) Tre dominî | Cavalier-Smith (2004) Due domini e sette regni | Cavalier-Smith (2004) Due domini e sette regni |
| ------------------------ | ----------------------------- | ---------------------- | ----------------------- | ---------------------------------------------- | ---------------------------------------------- |
| Animalia                 | Animalia                      | Animalia               | Eukarya                 | Eukaryota                                      | Animalia                                       |
| Plantæ                   | Fungi                         | Fungi                  | Eukarya                 | Eukaryota                                      | Fungi                                          |
| Plantæ                   | Plantæ                        | Plantæ                 | Eukarya                 | Eukaryota                                      | Plantæ                                         |
| Plantæ                   | Protista                      | Protista               | Eukarya                 | Eukaryota                                      | Chromista                                      |
| Protista                 | Protista                      | Protista               | Eukarya                 | Eukaryota                                      | Protozoa                                       |
| Protista                 | Monera                        | Eubacteria             | Bacteria                | Prokaryota                                     | Bacteria                                       |
| Protista                 | Monera                        | Archeabacteria         | Archaea                 | Prokaryota                                     | Archaea                                        |

## Domini, imperi e ulteriori taxon
Alcuni paleontologi dell'Università di Washington hanno ulteriormente ramificato la classificazione aggiungendo un ulteriore taxon al di sopra degli attuali, chiamato Terroa, e quindi terroan i suoi appartenenti, poiché tutti gli esseri viventi noti sono di origine terrestre. 
Hanno poi aggiunto il dominio ribosa per quegli esseri viventi la cui informazione ereditaria sia basata sull'RNA, e ulteriori dominî per quegli esseri viventi che non basano su DNA o su RNA, ma su proteine ed altro, la trasmissione ereditaria dei caratteri. Tutti i dominî ora noti rientrano in un unico taxon detto arborea, contenente qualsiasi forma di vita scoperta sulla Terra. 
Alcuni di questi argomenti sono stati divulgati nel saggio scientifico Life as We Do Not Know It del paleontologo Peter Ward.
In caso di presenza di forme di vita aliene, quindi su o da altri pianeti, avremo nuovi e differenti arborea; ad esempio, la presunta forma di vita fossile del meteorite da Marte, si definirebbe Martiobiota. Introducendo le altre recenti interpretazioni degli ultimi esami ed analisi genetiche, come pure la sovradivisione in Mondo Vivente e Mondo Minerale e la divisione in vita cellulare e non-cellulare (acytota), è possibile ottenere una superclassificazione, omnicomprensiva, di questo tipo:

| Mundus      | Biota / Vitae / Eobiontes      | Biota / Vitae / Eobiontes      | Biota / Vitae / Eobiontes      | Biota / Vitae / Eobiontes      | Biota / Vitae / Eobiontes      | Biota / Vitae / Eobiontes      | Biota / Vitae / Eobiontes      | Biota / Vitae / Eobiontes      | Biota / Vitae / Eobiontes      | Biota / Vitae / Eobiontes      | Biota / Vitae / Eobiontes      | Biota / Vitae / Eobiontes | Abiotic / Mineralia |
| Arborea     | Terroa / Terrabiota / Geobiota | Terroa / Terrabiota / Geobiota | Terroa / Terrabiota / Geobiota | Terroa / Terrabiota / Geobiota | Terroa / Terrabiota / Geobiota | Terroa / Terrabiota / Geobiota | Terroa / Terrabiota / Geobiota | Terroa / Terrabiota / Geobiota | Terroa / Terrabiota / Geobiota | Terroa / Terrabiota / Geobiota | Terroa / Terrabiota / Geobiota | (Eso-Terroan / Exobiota?) |                     |
| Superimpero | Ribosa                         | Ribosa                         | Ribosa                         | Ribosa                         | Ribosa                         | Ribosa                         | Ribosa                         | Ribosa                         | Ribosa                         | Aribosa                        | Aribosa                        |                           |                     |
| Impero      | Cytota                         | Cytota                         | Cytota                         | Cytota                         | Acytota / Aphanobionta         | Acytota / Aphanobionta         | Acytota / Aphanobionta         | Acytota / Aphanobionta         | Acytota / Aphanobionta         | Xenobiota                      | Prioni                         |                           |                     |
| Dominio     | Eukaryota                      | Eukaryota                      | Prokaryota                     | Prokaryota                     | Virii                          | Virii                          | Virii                          | Phagia                         | Phagia                         |                                |                                |                           |                     |
| ----------- | ------------------------------ | ------------------------------ | ------------------------------ | ------------------------------ | ------------------------------ | ------------------------------ | ------------------------------ | ------------------------------ | ------------------------------ | ------------------------------ | ------------------------------ | ------------------------- | ------------------- |

Legenda:
- Mineralia / Abiotic[11] - fattori non viventi[12] (materia ambientale dell'ecosistema[13])
- Biota / Vitae / Eobiontes[14][15] - fattori viventi (sistemi in uno stato energetico di disequilibrio stazionario in grado di dirigere una serie di reazioni chimiche[16])
  - (Arborea: Exobiota)[17] - eventuale vita extraterrestre[18];
  - Arborea: Terroa / Terrabiota / Geobiota[19] - vita terrestre[20];
    - Aribosa[21] -Organismi biologici non contenenti RNA o DNA, o molecole proteiche capaci di riproduzione[22];
      - Xenoribosa / Xenobiota
      - Prioni;

    - Ribosa[23][24] - viventi basati su RNA o DNA;
      - Acytota / Aphanobionta[25][26] - vita non cellulare[27][28];
        - Virus;
        - Phage

      - Cytota[29] - vita cellulare;
        - Eukaryota;
        - Prokaryota.